# Munții Bistriței
Munții Bistriței sunt o grupă muntoasă a Carpaților Moldo-Transilvani, aparținând de lanțul muntos al Carpaților Orientali. Cel mai înalt pisc este Vârful Budacul, având 1859 m .

## Delimitare și împărțire
La sud Râul Bistricioara desparte masivul de la vest la est, mai întâi  de Munții Giurgeu până la Tulgheș și mai apoi de Masivul Ceahlău, culmile bistrițene desfășurându-se pe aproape 50 km spre est. 
Limita nord-estică este ferm marcată de firul  Bistriței, peste care se învecinează, până la Holda, cu masivele Rarău — Giumalău și mai apoi, până la vărsarea Bistricioarei în Bistrița, cu Munții Stânișoarei . 
La vest, sunt despărțiți în partea sudică tot de Bistricioara, până la Bilbor, de Grupa nordică a Munților Giurgeului - Munții Borsecului și ulterior, până la Pasul Bursucăriei inclusiv de Depresiunea Bilbor, de grupa sudică a Munților Călimani - Munții Bilborului. Dincolo de izvoarele Bistricioarei, Râul Călimănel și Râul Neagra Șarului, continuă spre nord delimitarea de către Munții Călimani .
Munții Bistriței, cu o suprafață de aproximativ 1200 km², sunt formați din 2 masive de suprafață aproape egală:
- Pietrosul Bistriței, care se întinde între Depresiunea Șaru Dornei (în vest) și Valea Neagră - Broșteni (în sud-est). Ccreasta principală are forma unui "U" cu brațele răsfirate. Inițial, este orientată oarecum de la est spre vest, apoi își schimbă descendent direcția în dreptul Șarului Dornei, aproape în unghi drept de la nord spre sud, pentru a se roti încă odată de la nord-vest spre sud-est. Ea culmineaza cu Vârful Pietrosul Bistriței (1791 m) și coboară pâna la altitudinea de 1355m, în Pasul Păltiniș, prin care face legatura cu Munții Călimani.
- Budacu, care este delimitat la nord de Valea Neagra - Broșteni și la sud-vest și sud de Bistricioara, culminând cu Vârful Budacu (1859 m). Creasta principală este fragmentată în două catene aproximativ perpendiculare de forma unui "T", piciorul literei fiind orientat de la sud-vest spre nord-est și linia superioară de la sud-est spre nord-est.

## Elemente de Geologie, Geomorfologie, Hidrografie, Climă, Superlative ale florei și faunei

### Geologie
Geologic, ambele masive se caracterizează prin șisturi cristaline. Fundamentul zonei cristaline este format din roci metamorfice , peste care sunt dispuse câteva straturi de roci sedimentare apărute în mezozoic în triasic și cretacic, formând resturile unui geosinclinal ce se întinde pe toată ramura vestică a Carpaților Occidentali.
Una dintre teoriile geologice care încearcă să explice modul în care Bistrița a străpuns culmea Pietrosu - Giumalău pleacă de la premisa că inițial apele Bistriței, ajunse in Depresiunea Dornelor, se îndreptau către marea ce staționa în Depresiunea Transilvaniei, iar când calea apelor a fost barată de lanțul vulcanic al Călimanilor, în spatele acestuia s-ar fi format un lac, iar cand apele lacustre s-au revărsat, Bistrița și-ar fi găsit actualul curs.
Se pare totuși, că procesul de ridicare a culmii muntoase Pietrosu - Giumalau în calea apa Bistriței a avut loc concomitent cu erodarea tânarului relief de catre ape. Din jocul pe verticală a celor doua forțe ale naturii a rezultat spectacolul geologic la care astăzi suntem martori.

### Hidrografie
Apele care brăzdează versanții ambelor masive sunt colectate în zona nordică și estică de valea Bistriței (Arin, Ortoaia, Rusca, Izvorul Rău, Bârnărelul, Barnaru, Negrișoara, Neagra, Borca, Stejarul și Dreptul), iar în sectorul sudic și vestic de Bistricioara (Muncel, Seaca, Barasău, Prisăcani, Brad, Grințieș).

### Clima
Climatul se caracterizează prin temperaturi medii anuale de 2-6 ºC, care pot fi depășite în depresiuni, cu precipitații bogate (800-1200 mm/an și pe alocuri peste 1200 mm/an), cu vânturi frecvente și puternice. La peste 1800 m, temperaturile scad la 0-2 ºC. Verile sunt scurte și iernile lungi. În depresiuni sunt frecvente inversiunile termice.

### Vegetația
Vegetația este formată din pădurea de fag până la 1200m, apoi de amestec și ulterior de rășinoase, în sectorul înalt fiind pajiștile alpine (pe care se găsesc ienupărul, jneapănul, afinul, merișorul).

### Fauna
Fauna este reprezentată de mamifere (mistrețul, viezurele, lupul, vulpea, pisica salbatică în padurile de fag, căprioara în pădurile de conifere, ursul, cerbul, râsul), păsări (gainușa de alun, cocoșul de munte, ciocanitoarea, acvila de munte) sau pești (păstrăv, clean, mreană).

## Căi de comunicație
Munții Bistriței sunt accesibili în primul rând rutier, mai puțin feroviar și de la distanță aerian. 

### Infrastructura rutieră

#### Rețeaua rutieră
Munții Bistriței sunt deserviți de o rețea de drumuri construite pe structura de suport a DN17 spre nord și a DN15 la sud. 
Masivul este circumscris astfel de:
- DN17B de la Vatra Dornei - DN17 la Poiana Largului - DN15 ,spre nord și est.
- DN15 de la Poiana Largului - DN17B la Capu Corbului - DJ174B ,spre sud.
- DJ174 cu derivatele sale în partea de vest astfel: DJ174 de la Vatra Dornei - DN17B la Panaci și în amonte pe Valea Neagra - DJ174A  spre nord-vest.
- DJ174A de pe Valea Neagrei - DJ174 la Bilbor spre vest.
- DJ174B de la Bilbor - DJ174A la Capu Corbului - DN15 spre sud-vest.

Traversarea rutieră a Munților Bistriței se poate face pe următoarele drumuri:
- Pe Valea Neagra care împarte geografic munții între Masivul Pietrosul Bistriței la nord și Masivul Budacu la sud, urmănd DJ174 de la Panaci la Broșteni , pe axa est - vest
- Parțial pe Valea Negrișoara de la Panaci - DJ174 la Gura Negrișoarei - DJ174 pe DJ174E pe o alternativă nordică cu origine și sfîrșit în DJ174 , pe axa est - vest
- Pe Valea Barnarului de la Gura Barnarului DN17B - în est, printr-un drum forestier de 21 km care suie în șeaua de sub Vârful Rusului 1541 m și coboară la nord pe valea Arini la Cozănești - Dorna-Arini .
- O mențiune merită făcută pentru un drum are urcă de la vest spre creasta vestică a Masivului Pietrosul Bistriței la Piatra Tăieturii de la Panaci.

#### Starea drumurilor
Drumurile circumferențiale, cu excepția DJ174B a DJ174A și a DJ174 de La Valea Negra la Panaci toate  sunt modernizate. În partea vestică singura porțiune asfaltată are 22 km și se află între Vatra Dornei DN17 și Satul Panaci  din  Comuna Panaci. O mențiune specială merită făcută despre DJ174B dintre Bilbor și Capu Corbului : acesta este un drum deocamdată optimizat doar pentru transportul local forestier, pe care se poate circula altfel numai cu mașini de teren. Alternativa recomandabilă este continuarea circuitului pe DJ174A dincolo de Bilbor , până la intersecția acestuia cu DN15 la vest de Pasul Creanga . De aici se folosește DN15 în continuare până la Capu Corbului  și ulterior.
Drumurile transversale sunt nemodernizate:
- De la Panaci la Broșteni DJ174 și de la Panaci la Gura Negrișoarei DJ174E sunt relativ accesibile, având  regim de drum județean.
- De la Gura Barnarului la Dorna-Arini este drum forestier.
- De la Panaci la Schitul Piatra Tăieturii drumul este relativ accesibil având actual regumul de drum comunal, ulterior devine drum forestier.

### Infrastructura feroviară
În ordinea gradului de apropiere sunt magistralele:
- 502 Suceava - Ilva Mică cu stație la Vatra Dornei cu acces prin DN17B din nord și est (19 km de la Cheile Zugreni , 86 km de la Poiana Largului ) sau prin DJ174A → DJ174 din vest și nord-vest (44 km de la Bilbor)
- 400 Brașov - Dej cu stație la Toplița - Acces prin DN15 în parte de sud (45 km de la Tulgheș ) și sud-vest (69 km de la Poiana Largului ) și DJ174A → DN15 din vest și sud-vest (24 km de la Bilbor )
- 509 Bacău - Bicaz cu acces la Bicaz prin DN17B → DN15 pentru zona de sud-est (44 km de la Viaductul de la Poiana Largului )
- 517 Pașcani - Târgu Neamț cu acces la Târgu Neamț prin DN15 / DN17B → DN15C (46 km de la Viaductul de la Poiana Largului )

### Acces aerian
Aeroporturile cele mai apropiate (distanțe calculate de la Vatra Dornei ) sunt la Suceava (110 km), Târgu Mureș (175 km), Bacău (215 km), Iași (227 km).

## Diviziuni administrative, localități
Munții Bistriței sunt situați pe teritoriul a 3 județe, în principal Suceava , mai puțin Neamț și  Haghita .
- O parte din zona sud-vestică ce include în principal de la nord la sud arealele vestice din Munții Alunișul Mare, Vamanu, Lupăria, Muntele Țibleș, Bâtca Ghelăriei și Muntele Comarnicului aflate dincolo de cumpăna apelor a crestei vestice a masivului Budacu, este inclusă în Harghita .
- Din Județul Neamț fac parte zonele cuprinse între aliniamentul crestei Vârful Găinii - Vârful Budacu , Vârful Țibleș - spre sud, respectiv creasta sudică a Masivului Budacu spre Șeaua Prisloapa și Muntele Comarnicului - spre est.
- Din Județul Suceava face parte restul.

De la nord spre sud, administrativ arealele montane aparțin pe teritoriul Harghitei (comunele Bilbor , Corbu și respectiv Tulgheș), Județului Neamț (comunele Borca , Farcașa , Poiana Largului și Grințieș), Județului Suceava [spre vest Comunele Șaru Dornei și Panaci , iar spre est Crucea și Orașul Broșteni (cu suprafața cea mai mare)].

## Activități economice
Ocupațiile localnicilor sunt în general creșterea animalelor și exploatarea lemnului. În depresiuni solul este pietros și sărac, nefiind prielnic agriculturii cu excepția culturii cartofului. Se remarcă și existența activității de culegere a fructelor de pădure, ciupercilor și plantelor medicinale.
Activitățile de tip industrial care se desfășoară pe plan local sunt prelucrarea laptelui, gaterele, atelierele de tâmplarie și mobilă, precum și mineritul, reprezentat de activități de extracție a uraniului [Exploatarea minieră Crucea  și Exploatarea minieră Primatar aflată pe Muntele Grințieș pe valea pârâului Primatar în perimetrul Preluca Ursului, unde este situat un zăcământ uranifer cu două zone de exploatare experimentală (Primatar I si II - actual aflate în conservare). .
Serviciile sunt reprezentate cu predilecție de pensiunile turistice.

## Servicii sociale

### Asistență medicală
Accesul spre asistență medicală superioară (Târgu Mureș, Iași), este grevat de necesitatea de a traversa culmile Carpaților Orientali spre vest prin pasurile Tihuța în nord și Creanga în sud, respectiv spre est prin Mestecăniș în nord și Petru Vodă în sud.

#### Spitale cu camere de gardă
În ordinea apropierii și a clasificării pe competențe sunt de categoria a IV-a (Vatra Dornei , Târgu Neamț , Toplița), categoria a III-a (Suceava și Piatra Neamț) și de categoriile I și II (Târgu Mureș(cu nivel superior), Iași)
Mențiune: Pentru Spitalul de Psihiatrie Tulgheș aflat în Categoria a V-a nu există deocamdată date în privința existenței unei camere de gardă capabile de asistență medicală non-stop.

#### Stații sau substații de Ambulanță și transport sanitar
În ordinea apropierii eficiente sunt în nord la Vatra Dornei , în vest la Bilbor, în sud și sud-vest la Tulgheș Borsec și Toplița iar în est și sud-est la Borca Bicaz

### Acoperire prin rețeaua de telecomunicații
Cu excepția rețelelor fixe, în general serviciile GSM în general est au acoperirea redusă la ariile limitrofe drumurilor circumferențiale (și eventual pe versanții aferenți acestora - cu predilecție în partea de nord). Această regulă nu este universal valabilă în partea de vest, unde semnalul de telefonie mobilă se constată doar în Depresiunea Bilbor și Depresiunea Șaru Dornei și pe relația Bilbor - Toplița.
Semnalul lipsește în general la nord de Bilbor pe DJ174A și la sud-est de acesta pe DJ174B , precum și în general pe DJ174 până în apropiere de Panaci..

### Servicii administrative și de ordine publică, poștale și bancare, de învățământ
Prezența acestor servicii este preponderentă în mediul urban. În cel rural în general doar satele de reședință ale comunelor dețin facilități administative, posturii de poliție, oficii poștale și facilități bancare (cel mai frecvent Bancpost și CEC Bank)
Repartiția unităților de învățământ (deși favorizează centrele administrative), se îndepărtează de modelul de mai sus.

## Obiective turistice

### În perimetrul Munților Bistriței

#### Cheile Zugreni
Cheile Zugreni sunt de departe cel mai cunoscut obiectiv, este defileul parcurs de apa Bistriței care separă abrupturile Pietrosului Bistriței de Masivul Giumalău - Rarău .

#### Traseul de creastă din Masivul Pietrosul Bistriței
Oferă acces la Vârful Pietrosul Bistriței, precum și la frumoase perspective asupra Văii Bistriței , Depresiunii Dornelor , Masivului Giumalău - Rarău , Munților Stânișoarei în zona nordică, Masivului Ceahlău , a zonei de nord a Masivului Hășmaș și asupra Munților Călimani.

#### Avenul Hăleasa
Un aven puțin cunoscut și spectaculos, se află în imediata vecinătate a satului Hăleasa situat pe malul drept al Bistriței  (administrativ pe raza Orașului Broșteni ). 
Intrarea în aven constă într-un puț vertical adanc de 3,6 m și este aproape eliptică, cu axa mare de 1,75 m iar cea mica de 1,6 m. Adancimea care poate fi parcursă a avenului este de circa 18-19 metri.

#### "Drumul ieșenilor"
Orientat pe axa nord - sud, face legătura între Valea Bistricioarei și Depresiunea Șaru Dornei.

#### Muntele Budacu
Are cel mai înalt vârf din Munții Bistriței, traseul de acces conectându-se spre vest cu "Drumul Ieșenilor"

#### Muntele Comarnicului
Muntele Comarnicului este un mic masiv cu înalțime puțin mai mare de 1500 m, aflat în extremitatea sud-vestică a Munților Bistriței. La aspect se aseamană mult mai bine cu Munții Hășmaș cu care se invecinează. Cel mai bine poate fi admirat de pe DN15 la ieșirea din satul Corbu sau de pe DJ127 care unește Tulgheș de Ditrău , dar optim se face tocmai de sus de pe Higheșul Ascutit.
Cel mai înalt vârf al său este Piatra Comarnicului (1519 m) numită și Piatra Șesul de la Comarnic, din cauza Platoului Comarnicului întins pe sute de metri în zona sa somitală. Acesta se ridică precum o adevarată cetate deasupra localitații Tulgheș . Puțin mai jos spre Tulgheș se găsește rezervația botanică Pietrele Roșii dominată de calcarele Piatrei Runcului (1215 m). Peste pârâul Prisecani care izvoreștede de sub Piatra Roșie (1508 m) aflată în zona în centrală, se vede Piatra Mocilor (1202 m). Spre Corbu peste pârâul Barasău, se zărește pe Bâtca Arsurilor (1384 m) - Piatra Șoimilor 

#### Piatra Teiului
Piatra Teiului se află în Județul Neamț, exact în coada Lacului de acumulare de la Bicaz imediat în amonte de viaductul de la Poiana Largului spre capătul vestic al acestuia, se afla stânca Piatra Teiului știuta și ca Piatra Dracului. I se spune așa deoarece pe o brână a ei a crescut un tei. Forma ei și faptul că este izolată in zonă o fac imediat remarcată. In anii ploioși aici este apă, lacul de acumulare întinzându-se pană la stâncă.

### De vecinătate
Orașul Vatra Dornei
- Ansamblul de clădiri istorice construite la sfârșitul secolului 19-începutul secolului XX.

Valea Bistriței:
- Mănăstirea Acoperământul Maicii Domnului Dorna-Arini
- Biserici de lemn:  Pârâul Pintei,Broșteni, Sabasa, Farcașa, Galu, Poiana Teiului, Poiana Largului I, Poiana Largului II,
- Piatra Teiului
- Lacul Izvorul Muntelui

Valea Bistricioarei:
- Biserici de lemn: Tulgheș, Grințieș, Bistricioara
- Tulgheș: Memorialul militar al Eroilor Români din Primul Război Mondial, Rezervația de stejar, Cazărmile armatei austriece, Bierica ortodoxă cu hramul Adormirea Maicii Domnului, Cripta unei familii de armeni, Cuptorul de var de la Valea Frumoasă ce datează din sec. XVIII, Moara cu apă, Casa cu ceas

Orașul Borsec
- Complexul carstic Scaunul Rotund , carierele de travertin , izvoarele minerale
- Pîrtiile de schi

Depresiunea Bilbor
- Biserica de lemn cu hramul "Sf. Nicolae"
- Izvoarele de apă minerală, Rezervația Mlaștina Dobreanu, Rezervația de mesteacăn pitic (Betula nana)
- Memorialul Eroilor militari

## Caractere turistice

### Caractere generale
Munții Bistriței sunt ușor accesibili, însă potecile turistice au în general un grad de dificultate mediu-ridicat în partea de nord și mediu în sud, datorită diferenței relativ mari de nivel între zonele de acces și creastă precum și datorită versanților abrupți.
Marcajele turistice în partea de nord sunt relativ bine întreținute pe cînd în partea de sud cel mai adesea lipsesc cu desăvârșire, sau după porțiunea inițială unde sunt rare, dispar. În zona centrală a Masivului Budacu sunt rare și relativ frecvent dispar pe anumite porțiuni.
Crestele stâncoase și abrupte, parțial împădurite și natura sălbatică sunt habitatul ideal pentru viperă , fapt ce reprezintă un element de risc pentru turiști.

### Facilitățile turistice
Sunt cvasiinexistente.
Nu există cabane montane. Singura cabană turistică din masiv este Cabana Zugreni care este situată la poalele Pietrosului Bistriței la intrarea in defileul Cheile Zugreni . Ea deservește atât traseele din această zonă cât și pe cele de legatură cu Munții Rarău — Giumalău . 
Refugiile montane sunt inexistente. Există totuși cabane și cantoane forestiere situate pe vaile interioare: Paltinul (valea Negrișoara), Cristișor (valea Neagra), Borca , Borca Chei (valea Borcii), Darda (lângă Grințieșul Mare) si Paltiniș (valea Grințieșului ) care dispun de cate 4—8 locuri de cazare. Ele pot să asigure în caz de nevoie cazarea pentru grupuri mici în limita locurilor disponibile.
Acoperirea de servicii Salvamont se face exclusiv în zona de nord a Masivului Pietrosul Bistriței prin Intermediul Oficiului Salvamont Vatra Dornei .

### Puncte de acces montan
Accesul se poate face doar auto:
- În arealul nordic din est prin Păltiniș și Panaci, dinspre nord prin Cozănești, Rusca și Cheile Zugreni, iar dinspre est prin Cojoci, Crucea și Gura Barnarului.
- În partea centrală se poate ajunge din est prin Broșteni și Borca, iar Vest prin Bilbor.
- În zona de sud se poate ajunge dinspre vest prin Satul Dreptu iar în rest din Grințieș, Tulgheș, Capu Corbului.